# Cesarstwo Etiopii
Cesarstwo Etiopii (amh. መንግሥተ፡ኢትዮጵያ), znane także pod nazwą Abisynia – historyczne państwo we wschodniej Afryce, na terenach obecnych Etiopii i Erytrei, a dawniej także Somalii, istniejące w latach 1137–1975.

## Historia
Istniejące od I wieku p.n.e. na terytoriach obecnych Etiopii i Sudanu Południowego państwo Aksum zostało założone przez potomków ludów semickich z południowej Arabii (głównie Sabejczyków), które ok. połowy pierwszego tysiąclecia p.n.e. opanowały te tereny. W IV wieku kraj przyjął chrześcijaństwo, które do 1974 było religią państwową. Do XV wieku wykształcił się tam rodzaj feudalizmu zbliżony do europejskiego. Kraj borykał się sporadycznie z próbą ekspansji islamu. W 1528 roku muzułmańskie sułtanaty istniejące na wybrzeżu Morza Czerwonego rozpoczęły wielką wojnę przeciwko chrześcijanom, która przeszła do historii jako wojna trzydziestoletnia. W 1528 roku zadano klęskę etiopskim przygranicznym feudałom w bitwie nad Samermą. W następnym roku armia cesarska przegrała pod Sybura Kurie. Podczas tej bitwy wykorzystano po raz pierwszy w Afryce broń palną. Sukcesy zwiększyły napływ ochotników do szeregów sułtanatów, a łupy pozwoliły nawet na sprowadzenie artylerii. Ta po raz pierwszy została użyta w bitwie pod Antiochią w październiku 1531 roku. Od tamtej pory cesarz uciekał przed Ahmadem Granem, tworzył kolejne armie, które raz po raz były niszczone. Część możnowładców przeszła na islam. Wszystko wskazywało, że los Etiopii jest przesądzony. W 1540 roku, po śmierci cesarza Lybne Dynygala, jego następca, Klaudiusz, rozpoczął „rekonkwistę”. Najważniejsza zmiana zaszła w Kościele Etiopskim. Do tej pory pacyfistyczny, uznał wojnę z sułtanatami za wojnę religijną i zaczął wspierać walki z najeźdźcą. Już w tym samym roku pobito wojska Wezyra Asa. Etiopczycy nawiązali kontakty z Portugalczykami, którzy dostarczyli cesarstwu broń palną, artylerię, a także wysłali niewielki oddział strzelców. Klaudiusz wygrał w 1542 roku ważną bitwę pod Wegerą. W roku następnym w czasie bitwy u stóp góry Zentara zginął imam Gran, co doprowadziło do podziałów w armii najeźdźców. Wkrótce nastała olbrzymia susza, która wymusiła dwuletni pokój. W 1548 roku Etiopowie przenieśli walki na tereny Sułtanatu Hererskiego. Sukcesu nie wykorzystano przez kolejną straszliwą suszę. W 1559 roku zginął cesarz Klaudiusz. Wojna jednak wygasła z powodu wieloletniej suszy i straszliwego wyludnienia sułtanatów arabskich. Etiopia odzyskała swoje ziemie, jednak nie powzięła ofensywy, gdyż Kościół Etiopski uważał się za elitarny i nie zamierzał nawracać sąsiadów. Wojna XXX-letnia doprowadziła do islamizacji części Etiopii, ułatwiła także ekspansję negroidalnych ludów Oromo. Ślady tych zdarzeń są widoczne w tym państwie do dziś.
W 1855 roku władcą został Teodor II. Był on pierwszym cesarzem Etiopii po trwającym od roku 1784 okresie rozbicia dzielnicowego (tzw. Zamana Masafent – „wieku książąt”) i wojen pomiędzy władcami poszczególnych prowincji. Zapoczątkował okres centralizacji władzy w rękach cesarza, zakończony przez Menelika II. Dokonał reorganizacji administracji państwowej, zmienił system podatkowy, zniósł handel niewolnikami.
W XIX wieku w Etiopii krzyżowały się interesy mocarstw kolonialnych. O dominację nad Etiopią bezskutecznie starali się Brytyjczycy i Włosi. Kulminacją konfliktu z Włochami była pierwsza wojna włosko-abisyńska zakończona klęską Włochów w bitwie pod Aduą, 1 marca 1896 r. W 1916 roku obalono cesarza Lydża Ijasu pod pretekstem sprzyjania muzułmanom. Zwierzchnik Kościoła Etiopskiego proklamował wówczas Zeuditu cesarzową, jednocześnie wyznaczając Teferi Mekonnyna na następcę tronu. W 1930 roku w wyniku stłumienia puczu Gugsa Welle, młody regent objął władze cesarską i przybrał imię Hajle Syllasje I. 3 października 1935 roku w Etiopii wybuchła druga wojna włosko-abisyńska, w wyniku której Włosi zajęli kraj i przyłączyli go do Włoskiej Afryki Wschodniej. W następstwie tego Hajle Syllasje I udał się na emigrację do Wielkiej Brytanii. Po zwycięstwie sił militarnych pod auspicjami brytyjskimi nad Włochami w ramach kampanii wschodnioafrykańskiej w 1941 roku, Hajle Syllasje I ponownie objął rządy w Etiopii. Za jego panowania, w 1952 roku dotychczas administrowana przez Brytyjczyków Erytrea decyzją Zgromadzenia Ogólnego ONZ została przyłączona do Etiopii (w 1993 roku oderwała się od niej i uzyskała niepodległość), zaś w 1954 roku w granice kraju włączono Ogaden.
W 1974 roku, w związku z bardzo złą sytuacją gospodarczą i powtarzającymi się klęskami głodu, doszło do puczu wojskowego kierowanego przez Mengystu Hajle Marjama, a w następstwie do wybuchu wojny domowej. 12 marca 1975 oficjalnie proklamowano kraj republiką.